# Éditions de Paris
Fondées en 1984 par Max Chaleil, les Éditions de Paris se sont d'abord spécialisées dans les ouvrages liés à l'histoire et à la vie de Paris (collections "Paris insolite" et "Mémoires de Paris"). 

## Catalogue
Leur catalogue s'est aujourd'hui diversifié autour de nouvelles collections :
- Littérature : textes peu connus de grands auteurs (Dumas, Robert Louis Stevenson, Mark Twain) mais aussi des ouvrages contemporains ou spécialisés comme des dictionnaires d'argot ou Le livre d’or des troubadours).

- Beaux Livres : avec par exemple Kisling, prince de Montparnasse, de Jacques Lambert, consacré à Moïse Kisling, illustré de reproductions de Picasso, Max Jacob, Modigliani.

- Essais et documents : Essais politiques (notamment liés à l'anarchisme) et historiques (p. ex. sur Louise Michel), documents ou réflexions sur des sujets culturels ou d'actualités (p. ex. sur Georges Frêche sur le féminisme ) sur l'(histoire de la Shoah et la transmission de sa mémoire.

- Paroles singulières : Récits de vie représentatifs d'un pays, d'une région ou d'une activité humaine au cœur de l'histoire (p. ex. La mémoire du village, Un siècle de vie paysanne, de Léonce Chaleil)

- Bibliothèque protestante : Histoire du protestantisme, livres sur Calvin ouvrages portant sur différents aspects de la religion réformée en France, notamment sous Louis XIV.
- Actuels : Cette collection aborde les grands problèmes de notre actualité, à travers des textes courts et incisifs, solidement étayés et présentés sous forme polémique, mais sans parti-pris ni souci de bien-pensance.

## Auteurs publiés
- Jean-Pierre Dickès
- Kyra Dupont Troubetzkoy
- Jean-Jacques Walter
- Philippe Pichon